# Präsident der Republik Kroatien
Der Präsident der Republik Kroatien (kroatisch Predsjednik Republike Hrvatske) ist das Staatsoberhaupt der Republik Kroatien. Amtierender Präsident ist Zoran Milanović.

## Verfassungsrechtliche Stellung
Laut der Verfassung der Republik Kroatien ist der Präsident das Oberhaupt des Staates. Er vertritt und verkörpert die Republik im In- und Ausland. Außerdem sichert er das ordnungsgemäße und harmonische Funktionieren und die Stabilität der Staatsgewalt. Zudem ist er verantwortlich für die Verteidigung der Unabhängigkeit und die territoriale Einheit der Republik Kroatien.

## Kompetenzen
Der Präsident hat die folgenden Kompetenzen und Aufgaben:
- schreibt die Wahlen zum Sabor aus und beruft dieses zur ersten Sitzung ein
- beauftragt eine Person mit der Regierungsbildung, die gemäß der Sitzverteilung im Sabor die Möglichkeit hat, das Vertrauen der Mehrheit von deren Mitgliedern durch Verhandlungen zu erlangen
- spricht Begnadigungen aus
- verleiht Auszeichnungen und Anerkennungen
- arbeitet zusammen mit der Regierung an der Formulierung und Ausführung der Außenpolitik
- entscheidet auf Antrag der Regierung und mit der Gegenzeichnung durch den Premierminister über die Errichtung diplomatischer und konsularer Vertretungen im Ausland
- ernennt und beruft auf Vorschlag der Regierung und nach der Zustimmung des zuständigen Ausschusses des Sabor mit vorheriger Gegenzeichnung des Premierministers die diplomatischen Vertreter ab
- nimmt die Beglaubigungs- und Abberufungsschreiben ausländischer Diplomaten an
- ist Oberbefehlshaber der Streitkräfte
- ernennt und entlässt im Einklang mit dem Gesetz die Militärbefehlshaber
- kann während des Kriegszustands Verordnungen mit Gesetzeskraft erlassen, wenn ihm der Sabor dazu eine Ermächtigung erteilt
- kann der Regierung vorschlagen, eine Sitzung abzuhalten und bestimmte Angelegenheiten zu behandeln
- kann an den Sitzungen der Regierung teilnehmen und sich an der Beratung beteiligen
- arbeitet in der Leitung der Tätigkeiten des Geheimdienstes mit der Regierung zusammen
- kann auf Antrag der Regierung und unter Gegenzeichnung des Premierministers nach Beratungen mit den Vertretern der Fraktionen der parlamentarischen Parteien den Sabor auflösen, wenn er der Regierung das Misstrauen ausspricht oder 120 Tage vom Tag der Vorlage an den Staatshaushalt nicht annimmt
- kann den Sabor nicht auf Vorschlag der Regierung auflösen, wenn ein Amtsenthebungsverfahren gegen ihn läuft

## Wahl
Der Präsident wird in direkter Wahl für eine Amtszeit von fünf Jahren gewählt. Die Grundlage dafür bildet das allgemeine und gleiche Wahlrecht. Eine Wiederwahl ist nur für eine weitere Amtszeit zulässig. Die Wahl muss mindestens 30 und höchstens 60 Tage vor Ablauf der Amtszeit des bisherigen Präsidenten durchgeführt werden.
Der Kandidat für das Präsidentenamt wird mit der absoluten Mehrheit aller abgegebenen Stimmen gewählt.
Wenn keiner der Kandidaten die erforderliche Mehrheit erhält, findet 14 Tage danach ein zweiter Wahlgang (Stichwahl) statt. In die Stichwahl kommen jene zwei Kandidaten, die bei der ersten Wahl die meisten Stimmen erhalten haben. Verzichtet ein Kandidat auf die Stichwahl, dann erlangt der nach der Zahl der erhaltenen Stimmen nachfolgende Kandidat das Recht, in die Stichwahl zu kommen.

## Vertretung und Rücktritt

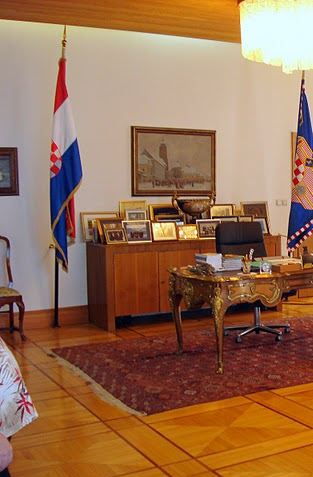
Arbeitszimmer des Präsidenten (2010)

Sollte der Präsident sein Amt wegen Abwesenheit, Krankheit oder seines jährlichen Erholungsurlaubs vorübergehend nicht ausüben können, so wird dieses vom Parlamentspräsidenten für ihn übernommen.
Ist der Präsident wegen Krankheit oder Unfähigkeit verhindert seine Amtspflichten für eine längere Zeit auszuüben, und wenn er auch nicht fähig ist, zu entscheiden, seine Amtspflichten dem vorläufigen Vertreter anzuvertrauen, soll der Parlamentspräsident die Amtspflichten des Präsidenten gemäß einer Entscheidung des Verfassungsgerichts vorläufig ausüben. Das Verfassungsgericht entscheidet auf Vorschlag der Regierung.
Im Falle des Todes oder des Rücktritts, der dem Präsidenten des Verfassungsgerichts und dem Parlamentspräsidenten mitzuteilen ist, oder wenn das Verfassungsgericht über die Gründe der Beendigung des Mandats des Präsidenten entscheidet, werden die Amtspflichten des Präsidenten ebenfalls vorläufig vom Parlamentspräsidenten übernommen. Neuwahlen müssen dann spätestens in 60 Tagen ab dem Tag, an dem der vorhergehende Präsident seine Amtsführung beendete, durchgeführt werden.

## Verantwortlichkeit und Amtsenthebung
Der Präsident ist für die Verletzung der Verfassung in Ausübung seines Amtes verantwortlich.
Das Verfahren zur Feststellung der besonderen Verantwortlichkeit kann der Sabor mit einer Zweidrittelmehrheit aller Abgeordneten einleiten. Über die Verantwortlichkeit des Präsidenten entscheidet anschließend das Verfassungsgericht innerhalb von 30 Tagen ebenfalls mit einer Zweidrittelmehrheit aller Richter. Sollte das Verfassungsgericht eine Verantwortlichkeit feststellen, dann ist der Präsident seines Amtes enthoben.

## Immunität
Ohne vorherige Zustimmung des Verfassungsgerichts kann der Präsident weder in Haft genommen werden noch kann ein Strafverfahren gegen ihn eingeleitet werden. Er kann ohne Genehmigung des Verfassungsgerichts nur dann in Haft genommen werden, wenn er beim Begehen einer Straftat angetroffen wurde, für die eine mehr als fünfjährige Gefängnisstrafe vorgeschrieben ist. In einem derartigen Fall hat die staatliche Körperschaft, die den Präsidenten der Republik in Haft genommen hat, den Präsidenten des Verfassungsgerichts unverzüglich zu benachrichtigen.

## Kroatische Präsidenten seit 1990
| # | Name (Lebensdaten)                               | Partei*   | Amtsantritt       | Ende der Amtszeit | Anmerkung                            | Bild |
| - | ------------------------------------------------ | --------- | ----------------- | ----------------- | ------------------------------------ | ---- |
| 1 | Franjo Tuđman (14. Mai 1922 – 10. Dezember 1999) | HDZ       | 30. Mai 1990      | 10. Dezember 1999 | Wahl 1992, 1997                      |      |
| - | Vlatko Pavletić                                  | HDZ       | 10. Dezember 1999 | 2. Februar 2000   | interimistisch (Präsident des Sabor) |      |
| - | Zlatko Tomčić                                    | HSS       | 2. Februar 2000   | 18. Februar 2000  | interimistisch (Präsident des Sabor) |      |
| 2 | Stjepan Mesić (* 24. Dezember 1934)              | parteilos | 18. Februar 2000  | 18. Februar 2010  | Wahl 2000, Wahl 2005                 |      |
| 3 | Ivo Josipović (* 28. August 1957)                | parteilos | 18. Februar 2010  | 15. Februar 2015  | Wahl 2009/10                         |      |
| 4 | Kolinda Grabar-Kitarović (* 29. April 1968)      | parteilos | 15. Februar 2015  | 18. Februar 2020  | Wahl 2014/15                         |      |
| 5 | Zoran Milanović (* 30. Oktober 1966)             | parteilos | 18. Februar 2020  | amtierend         | Wahl 2019/20                         |      |

*Seit dem Jahr 2000 dürfen Präsidenten Kroatiens per Gesetz keiner politischen Partei angehören.

## Symbole

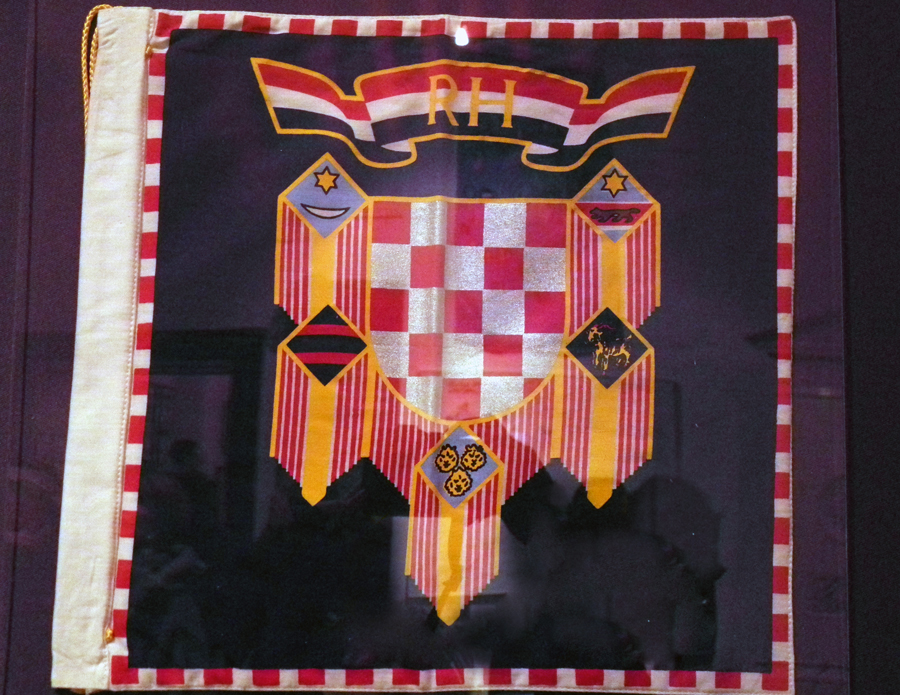
Präsidentenstandarte aus dem Jahr 1992

Das Emblem des Staatspräsidenten ist eine Abwandlung des Staatswappen Kroatiens bei dem die Wappenkrone aufgelöst ist und ihre fünf Wappenbilder in Kantenwürfel um den Wappenschild angeordnet sind. Darüber liegt ein Spruchband in den kroatischen Nationalfarben mit den Initialen RH für den Staatsnamen Republika Hrvatska.
Es wurde mit dem Gesetz über das Wappen, die Flagge und Hymne der Republik Kroatien, sowie Fahne und Schärpe des Präsidenten der Republik Kroatien vom 21. Dezember 1990 eingeführt. Verwendet wird es unter anderem auf der Präsidentenstandarte, als Emblem des Oberbefehlshabers der Streitkräfte und auf Stoff- und Metallabzeichen (z. B. der Präsidentengarde).